# 下農站
下農站（朝鲜语：하농역；）曾为朝鲜铁路虛川線上的一个车站，位于咸镜南道虚川郡下農里，废止时间不明。